# Da Funk
Da Funk ist ein Song von Daft Punk aus dem Jahr 1995, der dem Genre des House beziehungsweise dem Subgenre des French House zuzuordnen ist.

## Urheberschaft und Aufnahme
Geschrieben und produziert wurde Da Funk von Thomas Bangalter und Guy-Manuel de Homem-Christo, aufgenommen wurde der Song als Homerecording im sogenannten Daft House in Paris.
Das instrumentale Da Funk basiert auf am Drumcomputer generierten Beats und einem am Synthesizer mit Filtereffekten modulierten Riff.
Der Song enthält zudem zwei Samples: 
- I’m Gonna Love You Just a Little More Baby (Barry White)
- Bounce, Rock, Skate, Roll (Vaughan Mason & Crew)

## Veröffentlichungen
Erstmals veröffentlicht wurde Da Funk im Jahr 1995 vom Label Soma als Maxi-Single (B-Seite:  Rollin’ & Scratchin’ ). Der Erfolg dieser Single, ihrer zweiten, verhalf Daft Punk zu einem Plattenvertrag mit dem Label Virgin, das den Song im Februar 1997 erneut als Single veröffentlichte (B-Seite: Musique). 
Beim selben Label erschien einen Monat zuvor das Debütalbum von Daft Punk, Homework, auf dem Da Funk ebenfalls zu hören ist; das Album schließt mit Funk Ad – einem 50 Sekunden langen, rückwärts gespielten Sample von Da Funk.

## Musikvideo
Das Musikvideo zu Da Funk inszenierte Spike Jonze: Protagonist ist ein sprechender, aufrecht gehender Hund namens Charles, der mit eingegipstem Bein und Krücke durch New York City humpelt. In seiner Pfote hält er einen Ghettoblaster aus dem Da Funk scheppert.

## Charts und Rezeption
Da Funk erreichte in den französischen Single-Charts als höchste Position Platz 7.
Die Musik-Website Pitchfork Media führt Da Funk in ihrer Liste „The Top 200 Tracks of the 1990s“ an 18. Stelle.

## Samples von anderen Musikern
Folgende Musiker sampelten Da Funk: 
- The Avalanches
- Makaveli
- Uppermost
- The Bravery
- Kids & Explosions
- Michael Franti & Spearhead

## Trivia
Für das Computerspiel DJ Hero wurde ein Mashup aus Another One Bites the Dust und Da Funk produziert: Another One Bites Da Funk.